# Lilla Svartevattnet (Ljungs socken, Bohuslän)
Lilla Svartevattnet är en sjö i Uddevalla kommun i Bohuslän och ingår i Göta älv-Bäveåns kustområde. Sjön är 3,5 meter djup, har en yta på 0,001 kvadratkilometer och är belägen 127 meter över havet.